# Провијант магацин у Панчеву
Провијант магацин у Панчеву, један је од најстаријих објеката у граду, подигнут је у првој половини 18. века и представља непокретно културно добро као споменик културе.
Зграда магацина је био део групе магацина од којих је једини сачуван у неизмењеном облику. Зидан је у зони уз реку и служио је за смештај робе, жита, соли и хране. Има подрум, приземље, два спрата и корисни тавански простор. Осим сводне подрумске конструкције, сви остали конструктивни елементи су дрвени. Најдекоративнији и најоригиналнији део су полукружне кровне баџе, постављене у два реда. Други ред има баџе са декоративном лименом кутијом. 
Споменик културе има изузетну документатрно-историјску вредност као један од ретких сачуваних објеката ове врсте који сведочи о развоју материјалне културе и привреде на овом подручју. Својом функцијом значајно је допринео развоју и напретку Панчева у време када су увек пуни панчевачки магацини хранили становништво Војне границе и тиме га штитили од глади, куге и рата. Због близине Гимназије и Миноритског самостана има и значајну амбијенталну вредност као саставни део градитељског наслеђа тог дела града.